# Лутига прибережна
Лутига прибережна, лутига берегова (Atriplex littoralis L.) — вид рослин з роду лутига (Atriplex) родини амарантових (Amaranthaceae).

## Загальна біоморфологічна характеристика

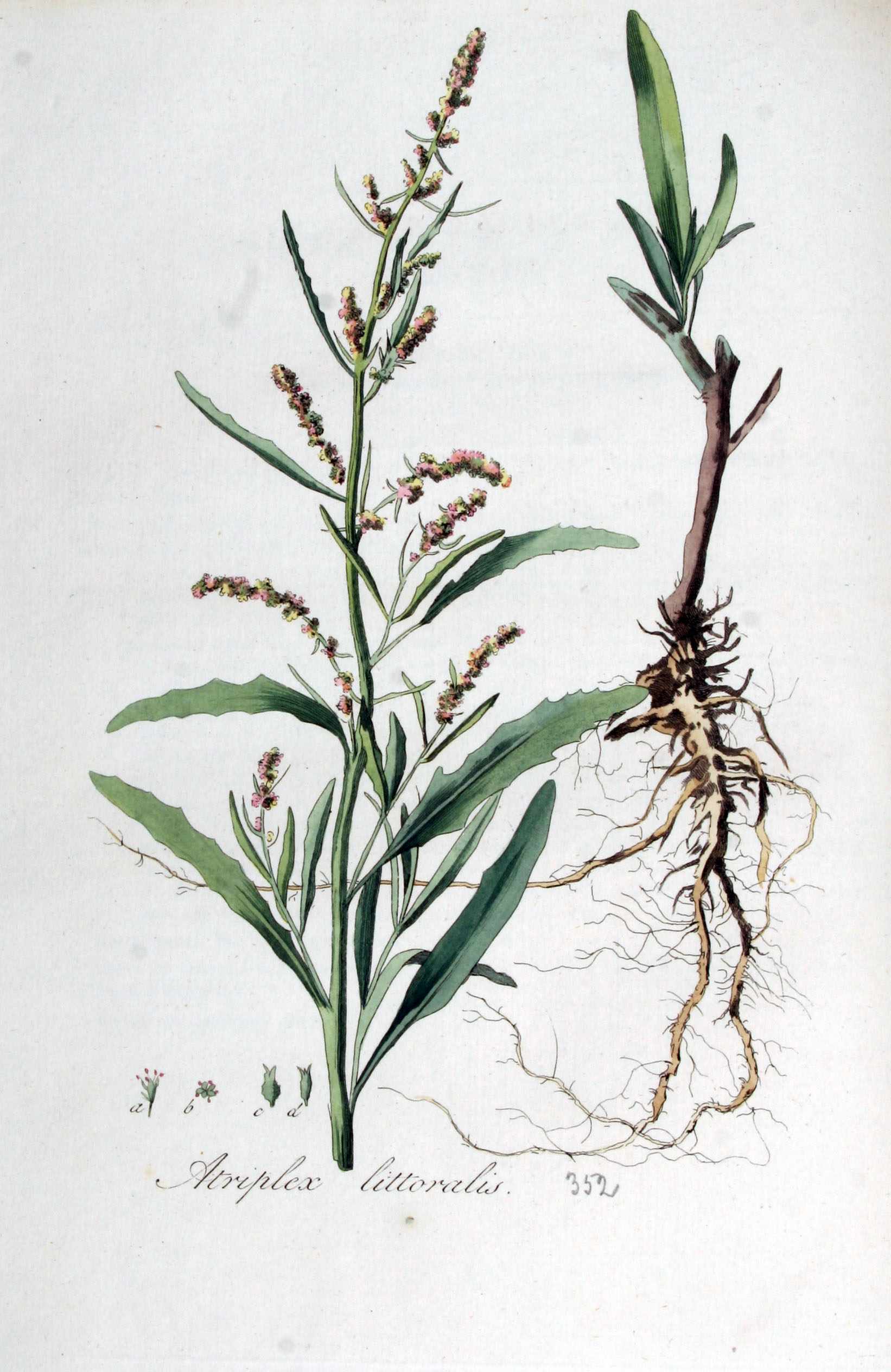
Ілюстрація лутиги прибережної у книзі Яна Копса «Flora Batava», Volume 5 (1828)

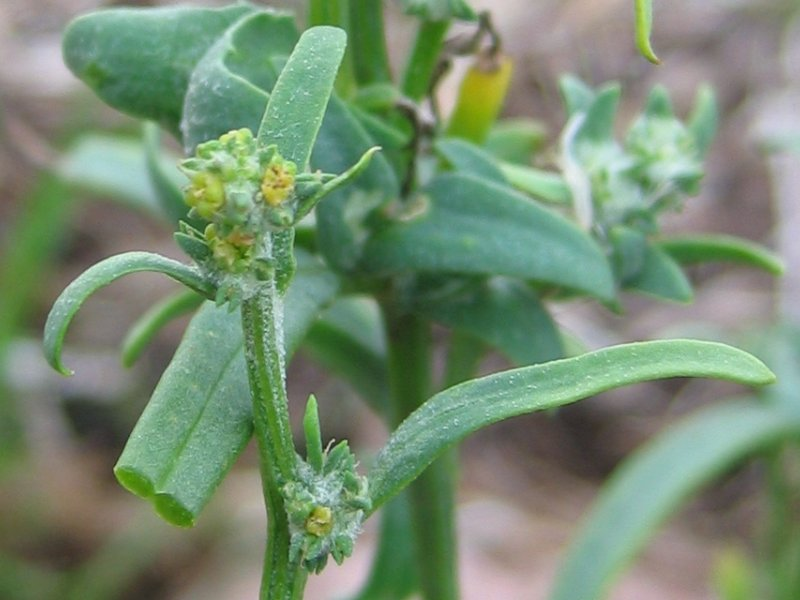
Квітки і листя лутиги прибережної

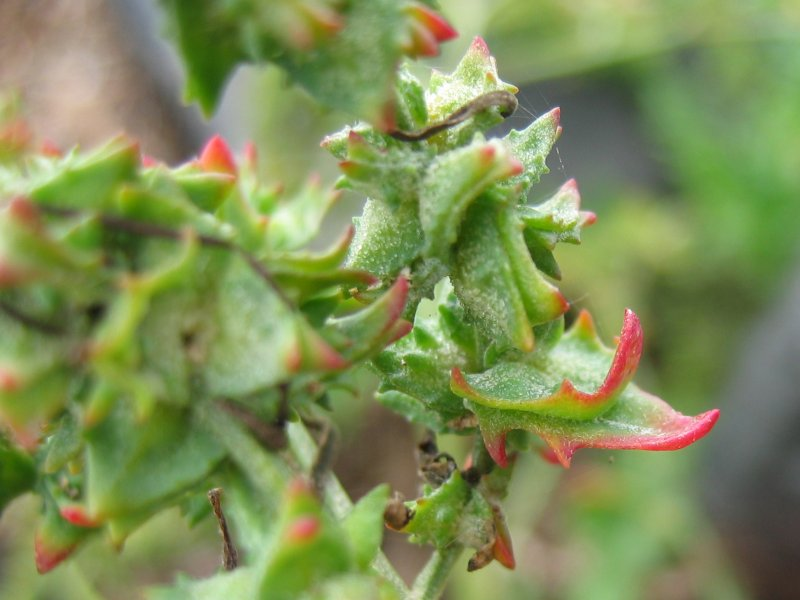
Плоди лутиги прибережної

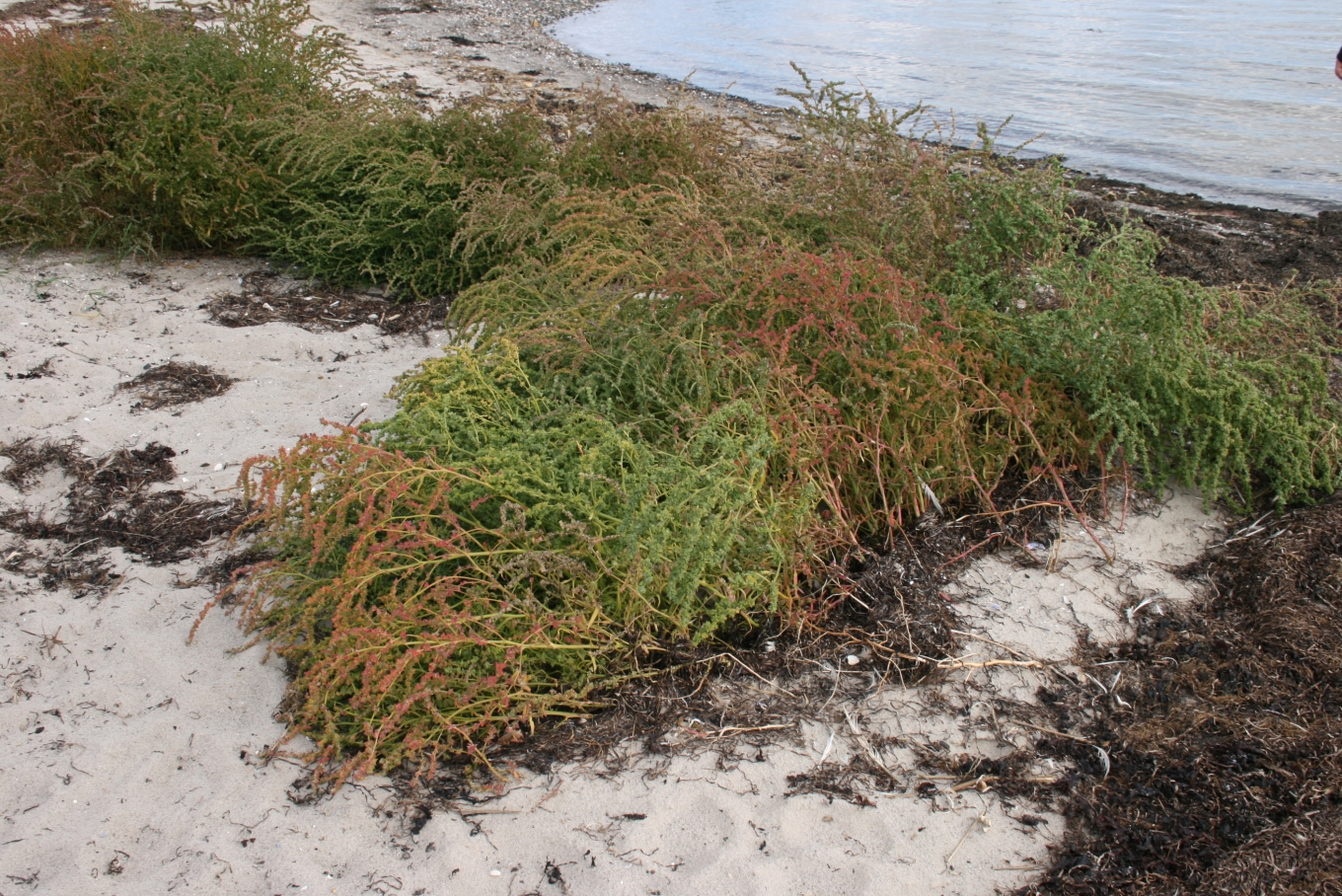
Природне середовище лутиги прибережної

Однорічна рослина 20-105 см заввишки. Стебло прямостояче, гіллясте, гілки спрямовані косо вгору. Листки чергові, лінійні або лінійно-ланцетні, 3-8 см завдовжки, 0,1-0,8 см завширшки, цілокраї або дрібнозубчасті по краю. Квітки в довгих, переривчастих колосках, що утворюють волоть з вгору спрямованими гілками. Приквітки яйцеподібно-ромбічні, густо покриті зовні і зсередини білими членистими волосками, на спинці і по краях з численними гострими горбиками. Чоловічі квітки п'ятичленні, жіночі укладені в два. Насіння чорне, 1,4 мм в діаметрі (переважно) і коричневе, 1,8-2,0 мм в діаметрі. Цвіте в липні-вересні.
Число хромосом: 2n = 36.

## Поширення
- Африка
  - Північна Африка: Алжир
- Азія
  - Західна Азія: Єгипет — Синайський півострів; Ліван; Сирія
  - Кавказ: Вірменія; Азербайджан; Грузія; Російська Федерація — Передкавказзя
  - Сибір: Росія — Західний Сибір
  - Середня Азія: Казахстан
  - Далекий Схід Росії: Росія — Приморський край
- Європа
  - Північна Європа: Данія; Фінляндія; Ірландія; Норвегія; Швеція; Об'єднане Королівство
  - Середня Європа: Австрія; Бельгія; Німеччина; Угорщина; Нідерланди; Польща; Словаччина
  - Східна Європа: Білорусь; Естонія; Латвія; Литва; Російська Федерація — Європейська частина
  - Південно-Східна Європа: Хорватія; Греція; Італія; Чорногорія; Румунія
  - Південно-Західна Європа: Франція; Іспанія

Інтродукована в інших регіонах.
В Україні зустрічається в районі Дніпра, на узбережжі Азовського моря., в Південній Бессарабії, де є зникаючим видом, головним чином внаслідок розорювання і надмірного випасання худоби.
Західно-сибірські рослини відрізняються від зразків з північного морського узбережжя Європи, звідки був описаний Atriplex littoralis і можливо заслуговують виділення в самостійний вид.

## Екологія
Росте на морських узбережжях, річкових обривах, терасах, по солончаках, засолених степах, на берегах озер, іноді як бур'ян. Мешкає на дуже засолених ґрунтах, які вологі навесні і влітку сильно висушуються. Потребує підвищеного вмісту азоту.

## Застосування
Стебла придатні для отримання синьої фарби. Листя навесні вживають замість шпинату, для щей і других страв, маринадів та квашень.
З лікувальною метою використовуються трава (стебла, листя, квіти), насіння. Рослина містить алкалоїди, бетаціани. На Кавказі настій трави п'ють як сечогінний. Відвар насіння використовують як блювотний і проносний.

### Способи застосування
1. 2 столові ложки сухої подрібненої трави на 2 склянки окропу, настоювати 1 годину, процідити. Приймати по 1/3 склянки 3 рази на день до їди як сечогінний.
2. 1 чайна ложка насіння на 0,5 л води, кип'ятити 3-4 хвилини, настоювати 1 годину, процідити. Приймати по 1-2 столових ложки 1-2 рази на день до їди як проносне.